# João Dedivitz
João Dedivitz, mais conhecido como Joãozinho, foi um futebolista brasileiro que atuava como goleiro.
Defendeu o São Paulo de 1931 a 1934, sendo o goleiro titular da equipe quando o clube conquistou o seu primeiro campeonato estadual, em 1931.

## Conquistas
São Paulo
- Campeonato Paulista: 1931[4]

Seleção Brasileira de Veteranos
- Campeonato Sul-Americano de Veteranos: 1953